# Hệ thống giải bóng đá Bỉ
Hệ thống giải bóng đá Bỉ là một loạt các giải đấu liên kết với nhau dành cho bóng đá câu lạc bộ ở Bỉ.

## Hệ thống giải nam
Hệ thống giải đấu đã trải qua quá trình tái cấu trúc và được liên đoàn phê duyệt. Một bước quan trọng là sự ra đời của hạng năm lần đầu tiên. Việc triển khai có hiệu lực từ mùa giải 2016-17..
| Cấp độ | Giải đấu/Hạng đấu | Giải đấu/Hạng đấu | Giải đấu/Hạng đấu | Giải đấu/Hạng đấu | Giải đấu/Hạng đấu | Giải đấu/Hạng đấu | Giải đấu/Hạng đấu | Giải đấu/Hạng đấu | Giải đấu/Hạng đấu | Giải đấu/Hạng đấu | Giải đấu/Hạng đấu | Giải đấu/Hạng đấu |
|        | Giải chuyên nghiệp | | | | | | | | | | | |
| 1      | Giải bóng đá vô địch quốc gia Bỉ 18 CLB – 1 xuống hạng + 1 play-off xuống hạng | Giải bóng đá vô địch quốc gia Bỉ 18 CLB – 1 xuống hạng + 1 play-off xuống hạng | Giải bóng đá vô địch quốc gia Bỉ 18 CLB – 1 xuống hạng + 1 play-off xuống hạng | Giải bóng đá vô địch quốc gia Bỉ 18 CLB – 1 xuống hạng + 1 play-off xuống hạng | Giải bóng đá vô địch quốc gia Bỉ 18 CLB – 1 xuống hạng + 1 play-off xuống hạng | Giải bóng đá vô địch quốc gia Bỉ 18 CLB – 1 xuống hạng + 1 play-off xuống hạng | Giải bóng đá vô địch quốc gia Bỉ 18 CLB – 1 xuống hạng + 1 play-off xuống hạng | Giải bóng đá vô địch quốc gia Bỉ 18 CLB – 1 xuống hạng + 1 play-off xuống hạng | Giải bóng đá vô địch quốc gia Bỉ 18 CLB – 1 xuống hạng + 1 play-off xuống hạng | Giải bóng đá vô địch quốc gia Bỉ 18 CLB – 1 xuống hạng + 1 play-off xuống hạng | Giải bóng đá vô địch quốc gia Bỉ 18 CLB – 1 xuống hạng + 1 play-off xuống hạng | Giải bóng đá vô địch quốc gia Bỉ 18 CLB – 1 xuống hạng + 1 play-off xuống hạng |
| 2      | Giải bóng đá hạng nhất quốc gia Bỉ 8 CLB – 1 thăng hạng + 1 play-off thăng hạng, 1 xuống hạng | Giải bóng đá hạng nhất quốc gia Bỉ 8 CLB – 1 thăng hạng + 1 play-off thăng hạng, 1 xuống hạng | Giải bóng đá hạng nhất quốc gia Bỉ 8 CLB – 1 thăng hạng + 1 play-off thăng hạng, 1 xuống hạng | Giải bóng đá hạng nhất quốc gia Bỉ 8 CLB – 1 thăng hạng + 1 play-off thăng hạng, 1 xuống hạng | Giải bóng đá hạng nhất quốc gia Bỉ 8 CLB – 1 thăng hạng + 1 play-off thăng hạng, 1 xuống hạng | Giải bóng đá hạng nhất quốc gia Bỉ 8 CLB – 1 thăng hạng + 1 play-off thăng hạng, 1 xuống hạng | Giải bóng đá hạng nhất quốc gia Bỉ 8 CLB – 1 thăng hạng + 1 play-off thăng hạng, 1 xuống hạng | Giải bóng đá hạng nhất quốc gia Bỉ 8 CLB – 1 thăng hạng + 1 play-off thăng hạng, 1 xuống hạng | Giải bóng đá hạng nhất quốc gia Bỉ 8 CLB – 1 thăng hạng + 1 play-off thăng hạng, 1 xuống hạng | Giải bóng đá hạng nhất quốc gia Bỉ 8 CLB – 1 thăng hạng + 1 play-off thăng hạng, 1 xuống hạng | Giải bóng đá hạng nhất quốc gia Bỉ 8 CLB – 1 thăng hạng + 1 play-off thăng hạng, 1 xuống hạng | Giải bóng đá hạng nhất quốc gia Bỉ 8 CLB – 1 thăng hạng + 1 play-off thăng hạng, 1 xuống hạng |
|        | Giải bán chuyên/không chuyên | | | | | | | | | | | |
| 3      | Giải bóng đá hạng nhì quốc gia Bỉ 16 CLB – 1 thăng hạng, 3 xuống hạng | Giải bóng đá hạng nhì quốc gia Bỉ 16 CLB – 1 thăng hạng, 3 xuống hạng | Giải bóng đá hạng nhì quốc gia Bỉ 16 CLB – 1 thăng hạng, 3 xuống hạng | Giải bóng đá hạng nhì quốc gia Bỉ 16 CLB – 1 thăng hạng, 3 xuống hạng | Giải bóng đá hạng nhì quốc gia Bỉ 16 CLB – 1 thăng hạng, 3 xuống hạng | Giải bóng đá hạng nhì quốc gia Bỉ 16 CLB – 1 thăng hạng, 3 xuống hạng | Giải bóng đá hạng nhì quốc gia Bỉ 16 CLB – 1 thăng hạng, 3 xuống hạng | Giải bóng đá hạng nhì quốc gia Bỉ 16 CLB – 1 thăng hạng, 3 xuống hạng | Giải bóng đá hạng nhì quốc gia Bỉ 16 CLB – 1 thăng hạng, 3 xuống hạng | Giải bóng đá hạng nhì quốc gia Bỉ 16 CLB – 1 thăng hạng, 3 xuống hạng | Giải bóng đá hạng nhì quốc gia Bỉ 16 CLB – 1 thăng hạng, 3 xuống hạng | Giải bóng đá hạng nhì quốc gia Bỉ 16 CLB – 1 thăng hạng, 3 xuống hạng |
| 4      | Giải hạng ba VFV Bỉ 32 CLB chia thành 2 bảng 16 đội – 2 thăng hạng, 4 xuống hạng | Giải hạng ba VFV Bỉ 32 CLB chia thành 2 bảng 16 đội – 2 thăng hạng, 4 xuống hạng | Giải hạng ba VFV Bỉ 32 CLB chia thành 2 bảng 16 đội – 2 thăng hạng, 4 xuống hạng | Giải hạng ba VFV Bỉ 32 CLB chia thành 2 bảng 16 đội – 2 thăng hạng, 4 xuống hạng | Giải hạng ba VFV Bỉ 32 CLB chia thành 2 bảng 16 đội – 2 thăng hạng, 4 xuống hạng | Giải hạng ba VFV Bỉ 32 CLB chia thành 2 bảng 16 đội – 2 thăng hạng, 4 xuống hạng | Giải hạng ba ACFF Bỉ 16 CLB – 1 thăng hạng, 2 xuống hạng | Giải hạng ba ACFF Bỉ 16 CLB – 1 thăng hạng, 2 xuống hạng | Giải hạng ba ACFF Bỉ 16 CLB – 1 thăng hạng, 2 xuống hạng | Giải hạng ba ACFF Bỉ 16 CLB – 1 thăng hạng, 2 xuống hạng | Giải hạng ba ACFF Bỉ 16 CLB – 1 thăng hạng, 2 xuống hạng | Giải hạng ba ACFF Bỉ 16 CLB – 1 thăng hạng, 2 xuống hạng |
| 5      | Giải hạng tư VFV Bỉ 32 CLB chia thành 2 bảng 16 đội – 4 thăng hạng, 3 xuống hạng | Giải hạng tư VFV Bỉ 32 CLB chia thành 2 bảng 16 đội – 4 thăng hạng, 3 xuống hạng | Giải hạng tư VFV Bỉ 32 CLB chia thành 2 bảng 16 đội – 4 thăng hạng, 3 xuống hạng | Giải hạng tư VFV Bỉ 32 CLB chia thành 2 bảng 16 đội – 4 thăng hạng, 3 xuống hạng | Giải hạng tư VFV Bỉ 32 CLB chia thành 2 bảng 16 đội – 4 thăng hạng, 3 xuống hạng | Giải hạng tư VFV Bỉ 32 CLB chia thành 2 bảng 16 đội – 4 thăng hạng, 3 xuống hạng | Giải hạng tư ACFF Bỉ 32 CLB chia thành 2 bảng 16 đội – 2 thăng hạng, 3 xuống hạng | Giải hạng tư ACFF Bỉ 32 CLB chia thành 2 bảng 16 đội – 2 thăng hạng, 3 xuống hạng | Giải hạng tư ACFF Bỉ 32 CLB chia thành 2 bảng 16 đội – 2 thăng hạng, 3 xuống hạng | Giải hạng tư ACFF Bỉ 32 CLB chia thành 2 bảng 16 đội – 2 thăng hạng, 3 xuống hạng | Giải hạng tư ACFF Bỉ 32 CLB chia thành 2 bảng 16 đội – 2 thăng hạng, 3 xuống hạng | Giải hạng tư ACFF Bỉ 32 CLB chia thành 2 bảng 16 đội – 2 thăng hạng, 3 xuống hạng |
|        | Giải nghiệp dư | | | | | | | | | | | |
| 6      | (Tất cả các hạng đấu chạy song song) Giải bóng đá khu vực quốc gia Bỉ, Cấp độ 1 Eerste Provinciale Antwerpen – 16 CLB Eerste Provinciale Brabant (Flemish) – 16 CLB Première Provinciale Brabant (Francophone) – 14 CLB Première Provinciale Hainaut – 16 CLB Première Provinciale Liège – 18 CLB Eerste Provinciale Limburg – 16 CLB Première Provinciale Luxembourg – 14 CLB Première Provinciale Namur – 16 CLB Eerste Provinciale Oost-Vlaanderen – 16 CLB Eerste Provinciale West-Vlaanderen – 16 CLB | (Tất cả các hạng đấu chạy song song) Giải bóng đá khu vực quốc gia Bỉ, Cấp độ 1 Eerste Provinciale Antwerpen – 16 CLB Eerste Provinciale Brabant (Flemish) – 16 CLB Première Provinciale Brabant (Francophone) – 14 CLB Première Provinciale Hainaut – 16 CLB Première Provinciale Liège – 18 CLB Eerste Provinciale Limburg – 16 CLB Première Provinciale Luxembourg – 14 CLB Première Provinciale Namur – 16 CLB Eerste Provinciale Oost-Vlaanderen – 16 CLB Eerste Provinciale West-Vlaanderen – 16 CLB | (Tất cả các hạng đấu chạy song song) Giải bóng đá khu vực quốc gia Bỉ, Cấp độ 1 Eerste Provinciale Antwerpen – 16 CLB Eerste Provinciale Brabant (Flemish) – 16 CLB Première Provinciale Brabant (Francophone) – 14 CLB Première Provinciale Hainaut – 16 CLB Première Provinciale Liège – 18 CLB Eerste Provinciale Limburg – 16 CLB Première Provinciale Luxembourg – 14 CLB Première Provinciale Namur – 16 CLB Eerste Provinciale Oost-Vlaanderen – 16 CLB Eerste Provinciale West-Vlaanderen – 16 CLB | (Tất cả các hạng đấu chạy song song) Giải bóng đá khu vực quốc gia Bỉ, Cấp độ 1 Eerste Provinciale Antwerpen – 16 CLB Eerste Provinciale Brabant (Flemish) – 16 CLB Première Provinciale Brabant (Francophone) – 14 CLB Première Provinciale Hainaut – 16 CLB Première Provinciale Liège – 18 CLB Eerste Provinciale Limburg – 16 CLB Première Provinciale Luxembourg – 14 CLB Première Provinciale Namur – 16 CLB Eerste Provinciale Oost-Vlaanderen – 16 CLB Eerste Provinciale West-Vlaanderen – 16 CLB | (Tất cả các hạng đấu chạy song song) Giải bóng đá khu vực quốc gia Bỉ, Cấp độ 1 Eerste Provinciale Antwerpen – 16 CLB Eerste Provinciale Brabant (Flemish) – 16 CLB Première Provinciale Brabant (Francophone) – 14 CLB Première Provinciale Hainaut – 16 CLB Première Provinciale Liège – 18 CLB Eerste Provinciale Limburg – 16 CLB Première Provinciale Luxembourg – 14 CLB Première Provinciale Namur – 16 CLB Eerste Provinciale Oost-Vlaanderen – 16 CLB Eerste Provinciale West-Vlaanderen – 16 CLB | (Tất cả các hạng đấu chạy song song) Giải bóng đá khu vực quốc gia Bỉ, Cấp độ 1 Eerste Provinciale Antwerpen – 16 CLB Eerste Provinciale Brabant (Flemish) – 16 CLB Première Provinciale Brabant (Francophone) – 14 CLB Première Provinciale Hainaut – 16 CLB Première Provinciale Liège – 18 CLB Eerste Provinciale Limburg – 16 CLB Première Provinciale Luxembourg – 14 CLB Première Provinciale Namur – 16 CLB Eerste Provinciale Oost-Vlaanderen – 16 CLB Eerste Provinciale West-Vlaanderen – 16 CLB | (Tất cả các hạng đấu chạy song song) Giải bóng đá khu vực quốc gia Bỉ, Cấp độ 1 Eerste Provinciale Antwerpen – 16 CLB Eerste Provinciale Brabant (Flemish) – 16 CLB Première Provinciale Brabant (Francophone) – 14 CLB Première Provinciale Hainaut – 16 CLB Première Provinciale Liège – 18 CLB Eerste Provinciale Limburg – 16 CLB Première Provinciale Luxembourg – 14 CLB Première Provinciale Namur – 16 CLB Eerste Provinciale Oost-Vlaanderen – 16 CLB Eerste Provinciale West-Vlaanderen – 16 CLB | (Tất cả các hạng đấu chạy song song) Giải bóng đá khu vực quốc gia Bỉ, Cấp độ 1 Eerste Provinciale Antwerpen – 16 CLB Eerste Provinciale Brabant (Flemish) – 16 CLB Première Provinciale Brabant (Francophone) – 14 CLB Première Provinciale Hainaut – 16 CLB Première Provinciale Liège – 18 CLB Eerste Provinciale Limburg – 16 CLB Première Provinciale Luxembourg – 14 CLB Première Provinciale Namur – 16 CLB Eerste Provinciale Oost-Vlaanderen – 16 CLB Eerste Provinciale West-Vlaanderen – 16 CLB | (Tất cả các hạng đấu chạy song song) Giải bóng đá khu vực quốc gia Bỉ, Cấp độ 1 Eerste Provinciale Antwerpen – 16 CLB Eerste Provinciale Brabant (Flemish) – 16 CLB Première Provinciale Brabant (Francophone) – 14 CLB Première Provinciale Hainaut – 16 CLB Première Provinciale Liège – 18 CLB Eerste Provinciale Limburg – 16 CLB Première Provinciale Luxembourg – 14 CLB Première Provinciale Namur – 16 CLB Eerste Provinciale Oost-Vlaanderen – 16 CLB Eerste Provinciale West-Vlaanderen – 16 CLB | (Tất cả các hạng đấu chạy song song) Giải bóng đá khu vực quốc gia Bỉ, Cấp độ 1 Eerste Provinciale Antwerpen – 16 CLB Eerste Provinciale Brabant (Flemish) – 16 CLB Première Provinciale Brabant (Francophone) – 14 CLB Première Provinciale Hainaut – 16 CLB Première Provinciale Liège – 18 CLB Eerste Provinciale Limburg – 16 CLB Première Provinciale Luxembourg – 14 CLB Première Provinciale Namur – 16 CLB Eerste Provinciale Oost-Vlaanderen – 16 CLB Eerste Provinciale West-Vlaanderen – 16 CLB | (Tất cả các hạng đấu chạy song song) Giải bóng đá khu vực quốc gia Bỉ, Cấp độ 1 Eerste Provinciale Antwerpen – 16 CLB Eerste Provinciale Brabant (Flemish) – 16 CLB Première Provinciale Brabant (Francophone) – 14 CLB Première Provinciale Hainaut – 16 CLB Première Provinciale Liège – 18 CLB Eerste Provinciale Limburg – 16 CLB Première Provinciale Luxembourg – 14 CLB Première Provinciale Namur – 16 CLB Eerste Provinciale Oost-Vlaanderen – 16 CLB Eerste Provinciale West-Vlaanderen – 16 CLB | (Tất cả các hạng đấu chạy song song) Giải bóng đá khu vực quốc gia Bỉ, Cấp độ 1 Eerste Provinciale Antwerpen – 16 CLB Eerste Provinciale Brabant (Flemish) – 16 CLB Première Provinciale Brabant (Francophone) – 14 CLB Première Provinciale Hainaut – 16 CLB Première Provinciale Liège – 18 CLB Eerste Provinciale Limburg – 16 CLB Première Provinciale Luxembourg – 14 CLB Première Provinciale Namur – 16 CLB Eerste Provinciale Oost-Vlaanderen – 16 CLB Eerste Provinciale West-Vlaanderen – 16 CLB |
| 7      | (Tất cả các hạng đấu chạy song song) Giải bóng đá khu vực quốc gia Bỉ, Cấp độ 2 Tweede Provinciale Antwerpen – 32 CLB chia thành 2 bảng 16 đội Tweede Provinciale Brabant (Flemish) – 32 CLB chia thành 2 bảng 16 đội Deuxième Provinciale Provinciale Brabant (Francophone) – 14 CLB Deuxième Provinciale Provinciale Hainaut – 48 CLB chia thành 3 bảng 16 đội Deuxième Provinciale Provinciale Liège – 46 CLB chia thành 3 bảng; 2 bảng 15 đội và 1 bảng 16 đội Tweede Provinciale Limburg – 32 CLB chia thành 2 bảng 16 đội Deuxième Provinciale Provinciale Luxembourg – 42 CLB chia thành 3 bảng 14 đội Deuxième Provinciale Provinciale Namur – 32 CLB chia thành 2 bảng 16 đội Tweede Provinciale Oost-Vlaanderen – 48 CLB chia thành 3 bảng 16 đội Tweede Provinciale West-Vlaanderen – 32 CLB chia thành 2 bảng 16 đội | (Tất cả các hạng đấu chạy song song) Giải bóng đá khu vực quốc gia Bỉ, Cấp độ 2 Tweede Provinciale Antwerpen – 32 CLB chia thành 2 bảng 16 đội Tweede Provinciale Brabant (Flemish) – 32 CLB chia thành 2 bảng 16 đội Deuxième Provinciale Provinciale Brabant (Francophone) – 14 CLB Deuxième Provinciale Provinciale Hainaut – 48 CLB chia thành 3 bảng 16 đội Deuxième Provinciale Provinciale Liège – 46 CLB chia thành 3 bảng; 2 bảng 15 đội và 1 bảng 16 đội Tweede Provinciale Limburg – 32 CLB chia thành 2 bảng 16 đội Deuxième Provinciale Provinciale Luxembourg – 42 CLB chia thành 3 bảng 14 đội Deuxième Provinciale Provinciale Namur – 32 CLB chia thành 2 bảng 16 đội Tweede Provinciale Oost-Vlaanderen – 48 CLB chia thành 3 bảng 16 đội Tweede Provinciale West-Vlaanderen – 32 CLB chia thành 2 bảng 16 đội | (Tất cả các hạng đấu chạy song song) Giải bóng đá khu vực quốc gia Bỉ, Cấp độ 2 Tweede Provinciale Antwerpen – 32 CLB chia thành 2 bảng 16 đội Tweede Provinciale Brabant (Flemish) – 32 CLB chia thành 2 bảng 16 đội Deuxième Provinciale Provinciale Brabant (Francophone) – 14 CLB Deuxième Provinciale Provinciale Hainaut – 48 CLB chia thành 3 bảng 16 đội Deuxième Provinciale Provinciale Liège – 46 CLB chia thành 3 bảng; 2 bảng 15 đội và 1 bảng 16 đội Tweede Provinciale Limburg – 32 CLB chia thành 2 bảng 16 đội Deuxième Provinciale Provinciale Luxembourg – 42 CLB chia thành 3 bảng 14 đội Deuxième Provinciale Provinciale Namur – 32 CLB chia thành 2 bảng 16 đội Tweede Provinciale Oost-Vlaanderen – 48 CLB chia thành 3 bảng 16 đội Tweede Provinciale West-Vlaanderen – 32 CLB chia thành 2 bảng 16 đội | (Tất cả các hạng đấu chạy song song) Giải bóng đá khu vực quốc gia Bỉ, Cấp độ 2 Tweede Provinciale Antwerpen – 32 CLB chia thành 2 bảng 16 đội Tweede Provinciale Brabant (Flemish) – 32 CLB chia thành 2 bảng 16 đội Deuxième Provinciale Provinciale Brabant (Francophone) – 14 CLB Deuxième Provinciale Provinciale Hainaut – 48 CLB chia thành 3 bảng 16 đội Deuxième Provinciale Provinciale Liège – 46 CLB chia thành 3 bảng; 2 bảng 15 đội và 1 bảng 16 đội Tweede Provinciale Limburg – 32 CLB chia thành 2 bảng 16 đội Deuxième Provinciale Provinciale Luxembourg – 42 CLB chia thành 3 bảng 14 đội Deuxième Provinciale Provinciale Namur – 32 CLB chia thành 2 bảng 16 đội Tweede Provinciale Oost-Vlaanderen – 48 CLB chia thành 3 bảng 16 đội Tweede Provinciale West-Vlaanderen – 32 CLB chia thành 2 bảng 16 đội | (Tất cả các hạng đấu chạy song song) Giải bóng đá khu vực quốc gia Bỉ, Cấp độ 2 Tweede Provinciale Antwerpen – 32 CLB chia thành 2 bảng 16 đội Tweede Provinciale Brabant (Flemish) – 32 CLB chia thành 2 bảng 16 đội Deuxième Provinciale Provinciale Brabant (Francophone) – 14 CLB Deuxième Provinciale Provinciale Hainaut – 48 CLB chia thành 3 bảng 16 đội Deuxième Provinciale Provinciale Liège – 46 CLB chia thành 3 bảng; 2 bảng 15 đội và 1 bảng 16 đội Tweede Provinciale Limburg – 32 CLB chia thành 2 bảng 16 đội Deuxième Provinciale Provinciale Luxembourg – 42 CLB chia thành 3 bảng 14 đội Deuxième Provinciale Provinciale Namur – 32 CLB chia thành 2 bảng 16 đội Tweede Provinciale Oost-Vlaanderen – 48 CLB chia thành 3 bảng 16 đội Tweede Provinciale West-Vlaanderen – 32 CLB chia thành 2 bảng 16 đội | (Tất cả các hạng đấu chạy song song) Giải bóng đá khu vực quốc gia Bỉ, Cấp độ 2 Tweede Provinciale Antwerpen – 32 CLB chia thành 2 bảng 16 đội Tweede Provinciale Brabant (Flemish) – 32 CLB chia thành 2 bảng 16 đội Deuxième Provinciale Provinciale Brabant (Francophone) – 14 CLB Deuxième Provinciale Provinciale Hainaut – 48 CLB chia thành 3 bảng 16 đội Deuxième Provinciale Provinciale Liège – 46 CLB chia thành 3 bảng; 2 bảng 15 đội và 1 bảng 16 đội Tweede Provinciale Limburg – 32 CLB chia thành 2 bảng 16 đội Deuxième Provinciale Provinciale Luxembourg – 42 CLB chia thành 3 bảng 14 đội Deuxième Provinciale Provinciale Namur – 32 CLB chia thành 2 bảng 16 đội Tweede Provinciale Oost-Vlaanderen – 48 CLB chia thành 3 bảng 16 đội Tweede Provinciale West-Vlaanderen – 32 CLB chia thành 2 bảng 16 đội | (Tất cả các hạng đấu chạy song song) Giải bóng đá khu vực quốc gia Bỉ, Cấp độ 2 Tweede Provinciale Antwerpen – 32 CLB chia thành 2 bảng 16 đội Tweede Provinciale Brabant (Flemish) – 32 CLB chia thành 2 bảng 16 đội Deuxième Provinciale Provinciale Brabant (Francophone) – 14 CLB Deuxième Provinciale Provinciale Hainaut – 48 CLB chia thành 3 bảng 16 đội Deuxième Provinciale Provinciale Liège – 46 CLB chia thành 3 bảng; 2 bảng 15 đội và 1 bảng 16 đội Tweede Provinciale Limburg – 32 CLB chia thành 2 bảng 16 đội Deuxième Provinciale Provinciale Luxembourg – 42 CLB chia thành 3 bảng 14 đội Deuxième Provinciale Provinciale Namur – 32 CLB chia thành 2 bảng 16 đội Tweede Provinciale Oost-Vlaanderen – 48 CLB chia thành 3 bảng 16 đội Tweede Provinciale West-Vlaanderen – 32 CLB chia thành 2 bảng 16 đội | (Tất cả các hạng đấu chạy song song) Giải bóng đá khu vực quốc gia Bỉ, Cấp độ 2 Tweede Provinciale Antwerpen – 32 CLB chia thành 2 bảng 16 đội Tweede Provinciale Brabant (Flemish) – 32 CLB chia thành 2 bảng 16 đội Deuxième Provinciale Provinciale Brabant (Francophone) – 14 CLB Deuxième Provinciale Provinciale Hainaut – 48 CLB chia thành 3 bảng 16 đội Deuxième Provinciale Provinciale Liège – 46 CLB chia thành 3 bảng; 2 bảng 15 đội và 1 bảng 16 đội Tweede Provinciale Limburg – 32 CLB chia thành 2 bảng 16 đội Deuxième Provinciale Provinciale Luxembourg – 42 CLB chia thành 3 bảng 14 đội Deuxième Provinciale Provinciale Namur – 32 CLB chia thành 2 bảng 16 đội Tweede Provinciale Oost-Vlaanderen – 48 CLB chia thành 3 bảng 16 đội Tweede Provinciale West-Vlaanderen – 32 CLB chia thành 2 bảng 16 đội | (Tất cả các hạng đấu chạy song song) Giải bóng đá khu vực quốc gia Bỉ, Cấp độ 2 Tweede Provinciale Antwerpen – 32 CLB chia thành 2 bảng 16 đội Tweede Provinciale Brabant (Flemish) – 32 CLB chia thành 2 bảng 16 đội Deuxième Provinciale Provinciale Brabant (Francophone) – 14 CLB Deuxième Provinciale Provinciale Hainaut – 48 CLB chia thành 3 bảng 16 đội Deuxième Provinciale Provinciale Liège – 46 CLB chia thành 3 bảng; 2 bảng 15 đội và 1 bảng 16 đội Tweede Provinciale Limburg – 32 CLB chia thành 2 bảng 16 đội Deuxième Provinciale Provinciale Luxembourg – 42 CLB chia thành 3 bảng 14 đội Deuxième Provinciale Provinciale Namur – 32 CLB chia thành 2 bảng 16 đội Tweede Provinciale Oost-Vlaanderen – 48 CLB chia thành 3 bảng 16 đội Tweede Provinciale West-Vlaanderen – 32 CLB chia thành 2 bảng 16 đội | (Tất cả các hạng đấu chạy song song) Giải bóng đá khu vực quốc gia Bỉ, Cấp độ 2 Tweede Provinciale Antwerpen – 32 CLB chia thành 2 bảng 16 đội Tweede Provinciale Brabant (Flemish) – 32 CLB chia thành 2 bảng 16 đội Deuxième Provinciale Provinciale Brabant (Francophone) – 14 CLB Deuxième Provinciale Provinciale Hainaut – 48 CLB chia thành 3 bảng 16 đội Deuxième Provinciale Provinciale Liège – 46 CLB chia thành 3 bảng; 2 bảng 15 đội và 1 bảng 16 đội Tweede Provinciale Limburg – 32 CLB chia thành 2 bảng 16 đội Deuxième Provinciale Provinciale Luxembourg – 42 CLB chia thành 3 bảng 14 đội Deuxième Provinciale Provinciale Namur – 32 CLB chia thành 2 bảng 16 đội Tweede Provinciale Oost-Vlaanderen – 48 CLB chia thành 3 bảng 16 đội Tweede Provinciale West-Vlaanderen – 32 CLB chia thành 2 bảng 16 đội | (Tất cả các hạng đấu chạy song song) Giải bóng đá khu vực quốc gia Bỉ, Cấp độ 2 Tweede Provinciale Antwerpen – 32 CLB chia thành 2 bảng 16 đội Tweede Provinciale Brabant (Flemish) – 32 CLB chia thành 2 bảng 16 đội Deuxième Provinciale Provinciale Brabant (Francophone) – 14 CLB Deuxième Provinciale Provinciale Hainaut – 48 CLB chia thành 3 bảng 16 đội Deuxième Provinciale Provinciale Liège – 46 CLB chia thành 3 bảng; 2 bảng 15 đội và 1 bảng 16 đội Tweede Provinciale Limburg – 32 CLB chia thành 2 bảng 16 đội Deuxième Provinciale Provinciale Luxembourg – 42 CLB chia thành 3 bảng 14 đội Deuxième Provinciale Provinciale Namur – 32 CLB chia thành 2 bảng 16 đội Tweede Provinciale Oost-Vlaanderen – 48 CLB chia thành 3 bảng 16 đội Tweede Provinciale West-Vlaanderen – 32 CLB chia thành 2 bảng 16 đội | (Tất cả các hạng đấu chạy song song) Giải bóng đá khu vực quốc gia Bỉ, Cấp độ 2 Tweede Provinciale Antwerpen – 32 CLB chia thành 2 bảng 16 đội Tweede Provinciale Brabant (Flemish) – 32 CLB chia thành 2 bảng 16 đội Deuxième Provinciale Provinciale Brabant (Francophone) – 14 CLB Deuxième Provinciale Provinciale Hainaut – 48 CLB chia thành 3 bảng 16 đội Deuxième Provinciale Provinciale Liège – 46 CLB chia thành 3 bảng; 2 bảng 15 đội và 1 bảng 16 đội Tweede Provinciale Limburg – 32 CLB chia thành 2 bảng 16 đội Deuxième Provinciale Provinciale Luxembourg – 42 CLB chia thành 3 bảng 14 đội Deuxième Provinciale Provinciale Namur – 32 CLB chia thành 2 bảng 16 đội Tweede Provinciale Oost-Vlaanderen – 48 CLB chia thành 3 bảng 16 đội Tweede Provinciale West-Vlaanderen – 32 CLB chia thành 2 bảng 16 đội |
| 8      | (Tất cả các hạng đấu chạy song song) Giải bóng đá khu vực quốc gia Bỉ, Cấp độ 3 Derde Provinciale Antwerpen – 48 CLB chia thành 3 bảng 16 đội Derde Provinciale Brabant (Flemish) – 32 CLB chia thành 2 bảng 16 đội Troisième Provinciale Provinciale Brabant (Francophone) – 32 CLB chia thành 2 bảng 16 đội Troisième Provinciale Provinciale Hainaut – 64 CLB chia thành 4 bảng 16 đội Troisième Provinciale Provinciale Liège – 64 CLB chia thành 4 bảng 16 đội Derde Provinciale Limburg – 48 CLB chia thành 3 bảng 16 đội Troisième Provinciale Provinciale Luxembourg – 72 CLB chia thành 6 bảng; 4 bảng 14 đội và 2 bảng 13 đội Troisième Provinciale Provinciale Namur – 48 CLB chia thành 3 bảng 16 đội Derde Provinciale Oost-Vlaanderen – 80 CLB chia thành 5 bảng 16 đội Derde Provinciale West-Vlaanderen – 48 CLB chia thành 3 bảng 16 đội | (Tất cả các hạng đấu chạy song song) Giải bóng đá khu vực quốc gia Bỉ, Cấp độ 3 Derde Provinciale Antwerpen – 48 CLB chia thành 3 bảng 16 đội Derde Provinciale Brabant (Flemish) – 32 CLB chia thành 2 bảng 16 đội Troisième Provinciale Provinciale Brabant (Francophone) – 32 CLB chia thành 2 bảng 16 đội Troisième Provinciale Provinciale Hainaut – 64 CLB chia thành 4 bảng 16 đội Troisième Provinciale Provinciale Liège – 64 CLB chia thành 4 bảng 16 đội Derde Provinciale Limburg – 48 CLB chia thành 3 bảng 16 đội Troisième Provinciale Provinciale Luxembourg – 72 CLB chia thành 6 bảng; 4 bảng 14 đội và 2 bảng 13 đội Troisième Provinciale Provinciale Namur – 48 CLB chia thành 3 bảng 16 đội Derde Provinciale Oost-Vlaanderen – 80 CLB chia thành 5 bảng 16 đội Derde Provinciale West-Vlaanderen – 48 CLB chia thành 3 bảng 16 đội | (Tất cả các hạng đấu chạy song song) Giải bóng đá khu vực quốc gia Bỉ, Cấp độ 3 Derde Provinciale Antwerpen – 48 CLB chia thành 3 bảng 16 đội Derde Provinciale Brabant (Flemish) – 32 CLB chia thành 2 bảng 16 đội Troisième Provinciale Provinciale Brabant (Francophone) – 32 CLB chia thành 2 bảng 16 đội Troisième Provinciale Provinciale Hainaut – 64 CLB chia thành 4 bảng 16 đội Troisième Provinciale Provinciale Liège – 64 CLB chia thành 4 bảng 16 đội Derde Provinciale Limburg – 48 CLB chia thành 3 bảng 16 đội Troisième Provinciale Provinciale Luxembourg – 72 CLB chia thành 6 bảng; 4 bảng 14 đội và 2 bảng 13 đội Troisième Provinciale Provinciale Namur – 48 CLB chia thành 3 bảng 16 đội Derde Provinciale Oost-Vlaanderen – 80 CLB chia thành 5 bảng 16 đội Derde Provinciale West-Vlaanderen – 48 CLB chia thành 3 bảng 16 đội | (Tất cả các hạng đấu chạy song song) Giải bóng đá khu vực quốc gia Bỉ, Cấp độ 3 Derde Provinciale Antwerpen – 48 CLB chia thành 3 bảng 16 đội Derde Provinciale Brabant (Flemish) – 32 CLB chia thành 2 bảng 16 đội Troisième Provinciale Provinciale Brabant (Francophone) – 32 CLB chia thành 2 bảng 16 đội Troisième Provinciale Provinciale Hainaut – 64 CLB chia thành 4 bảng 16 đội Troisième Provinciale Provinciale Liège – 64 CLB chia thành 4 bảng 16 đội Derde Provinciale Limburg – 48 CLB chia thành 3 bảng 16 đội Troisième Provinciale Provinciale Luxembourg – 72 CLB chia thành 6 bảng; 4 bảng 14 đội và 2 bảng 13 đội Troisième Provinciale Provinciale Namur – 48 CLB chia thành 3 bảng 16 đội Derde Provinciale Oost-Vlaanderen – 80 CLB chia thành 5 bảng 16 đội Derde Provinciale West-Vlaanderen – 48 CLB chia thành 3 bảng 16 đội | (Tất cả các hạng đấu chạy song song) Giải bóng đá khu vực quốc gia Bỉ, Cấp độ 3 Derde Provinciale Antwerpen – 48 CLB chia thành 3 bảng 16 đội Derde Provinciale Brabant (Flemish) – 32 CLB chia thành 2 bảng 16 đội Troisième Provinciale Provinciale Brabant (Francophone) – 32 CLB chia thành 2 bảng 16 đội Troisième Provinciale Provinciale Hainaut – 64 CLB chia thành 4 bảng 16 đội Troisième Provinciale Provinciale Liège – 64 CLB chia thành 4 bảng 16 đội Derde Provinciale Limburg – 48 CLB chia thành 3 bảng 16 đội Troisième Provinciale Provinciale Luxembourg – 72 CLB chia thành 6 bảng; 4 bảng 14 đội và 2 bảng 13 đội Troisième Provinciale Provinciale Namur – 48 CLB chia thành 3 bảng 16 đội Derde Provinciale Oost-Vlaanderen – 80 CLB chia thành 5 bảng 16 đội Derde Provinciale West-Vlaanderen – 48 CLB chia thành 3 bảng 16 đội | (Tất cả các hạng đấu chạy song song) Giải bóng đá khu vực quốc gia Bỉ, Cấp độ 3 Derde Provinciale Antwerpen – 48 CLB chia thành 3 bảng 16 đội Derde Provinciale Brabant (Flemish) – 32 CLB chia thành 2 bảng 16 đội Troisième Provinciale Provinciale Brabant (Francophone) – 32 CLB chia thành 2 bảng 16 đội Troisième Provinciale Provinciale Hainaut – 64 CLB chia thành 4 bảng 16 đội Troisième Provinciale Provinciale Liège – 64 CLB chia thành 4 bảng 16 đội Derde Provinciale Limburg – 48 CLB chia thành 3 bảng 16 đội Troisième Provinciale Provinciale Luxembourg – 72 CLB chia thành 6 bảng; 4 bảng 14 đội và 2 bảng 13 đội Troisième Provinciale Provinciale Namur – 48 CLB chia thành 3 bảng 16 đội Derde Provinciale Oost-Vlaanderen – 80 CLB chia thành 5 bảng 16 đội Derde Provinciale West-Vlaanderen – 48 CLB chia thành 3 bảng 16 đội | (Tất cả các hạng đấu chạy song song) Giải bóng đá khu vực quốc gia Bỉ, Cấp độ 3 Derde Provinciale Antwerpen – 48 CLB chia thành 3 bảng 16 đội Derde Provinciale Brabant (Flemish) – 32 CLB chia thành 2 bảng 16 đội Troisième Provinciale Provinciale Brabant (Francophone) – 32 CLB chia thành 2 bảng 16 đội Troisième Provinciale Provinciale Hainaut – 64 CLB chia thành 4 bảng 16 đội Troisième Provinciale Provinciale Liège – 64 CLB chia thành 4 bảng 16 đội Derde Provinciale Limburg – 48 CLB chia thành 3 bảng 16 đội Troisième Provinciale Provinciale Luxembourg – 72 CLB chia thành 6 bảng; 4 bảng 14 đội và 2 bảng 13 đội Troisième Provinciale Provinciale Namur – 48 CLB chia thành 3 bảng 16 đội Derde Provinciale Oost-Vlaanderen – 80 CLB chia thành 5 bảng 16 đội Derde Provinciale West-Vlaanderen – 48 CLB chia thành 3 bảng 16 đội | (Tất cả các hạng đấu chạy song song) Giải bóng đá khu vực quốc gia Bỉ, Cấp độ 3 Derde Provinciale Antwerpen – 48 CLB chia thành 3 bảng 16 đội Derde Provinciale Brabant (Flemish) – 32 CLB chia thành 2 bảng 16 đội Troisième Provinciale Provinciale Brabant (Francophone) – 32 CLB chia thành 2 bảng 16 đội Troisième Provinciale Provinciale Hainaut – 64 CLB chia thành 4 bảng 16 đội Troisième Provinciale Provinciale Liège – 64 CLB chia thành 4 bảng 16 đội Derde Provinciale Limburg – 48 CLB chia thành 3 bảng 16 đội Troisième Provinciale Provinciale Luxembourg – 72 CLB chia thành 6 bảng; 4 bảng 14 đội và 2 bảng 13 đội Troisième Provinciale Provinciale Namur – 48 CLB chia thành 3 bảng 16 đội Derde Provinciale Oost-Vlaanderen – 80 CLB chia thành 5 bảng 16 đội Derde Provinciale West-Vlaanderen – 48 CLB chia thành 3 bảng 16 đội | (Tất cả các hạng đấu chạy song song) Giải bóng đá khu vực quốc gia Bỉ, Cấp độ 3 Derde Provinciale Antwerpen – 48 CLB chia thành 3 bảng 16 đội Derde Provinciale Brabant (Flemish) – 32 CLB chia thành 2 bảng 16 đội Troisième Provinciale Provinciale Brabant (Francophone) – 32 CLB chia thành 2 bảng 16 đội Troisième Provinciale Provinciale Hainaut – 64 CLB chia thành 4 bảng 16 đội Troisième Provinciale Provinciale Liège – 64 CLB chia thành 4 bảng 16 đội Derde Provinciale Limburg – 48 CLB chia thành 3 bảng 16 đội Troisième Provinciale Provinciale Luxembourg – 72 CLB chia thành 6 bảng; 4 bảng 14 đội và 2 bảng 13 đội Troisième Provinciale Provinciale Namur – 48 CLB chia thành 3 bảng 16 đội Derde Provinciale Oost-Vlaanderen – 80 CLB chia thành 5 bảng 16 đội Derde Provinciale West-Vlaanderen – 48 CLB chia thành 3 bảng 16 đội | (Tất cả các hạng đấu chạy song song) Giải bóng đá khu vực quốc gia Bỉ, Cấp độ 3 Derde Provinciale Antwerpen – 48 CLB chia thành 3 bảng 16 đội Derde Provinciale Brabant (Flemish) – 32 CLB chia thành 2 bảng 16 đội Troisième Provinciale Provinciale Brabant (Francophone) – 32 CLB chia thành 2 bảng 16 đội Troisième Provinciale Provinciale Hainaut – 64 CLB chia thành 4 bảng 16 đội Troisième Provinciale Provinciale Liège – 64 CLB chia thành 4 bảng 16 đội Derde Provinciale Limburg – 48 CLB chia thành 3 bảng 16 đội Troisième Provinciale Provinciale Luxembourg – 72 CLB chia thành 6 bảng; 4 bảng 14 đội và 2 bảng 13 đội Troisième Provinciale Provinciale Namur – 48 CLB chia thành 3 bảng 16 đội Derde Provinciale Oost-Vlaanderen – 80 CLB chia thành 5 bảng 16 đội Derde Provinciale West-Vlaanderen – 48 CLB chia thành 3 bảng 16 đội | (Tất cả các hạng đấu chạy song song) Giải bóng đá khu vực quốc gia Bỉ, Cấp độ 3 Derde Provinciale Antwerpen – 48 CLB chia thành 3 bảng 16 đội Derde Provinciale Brabant (Flemish) – 32 CLB chia thành 2 bảng 16 đội Troisième Provinciale Provinciale Brabant (Francophone) – 32 CLB chia thành 2 bảng 16 đội Troisième Provinciale Provinciale Hainaut – 64 CLB chia thành 4 bảng 16 đội Troisième Provinciale Provinciale Liège – 64 CLB chia thành 4 bảng 16 đội Derde Provinciale Limburg – 48 CLB chia thành 3 bảng 16 đội Troisième Provinciale Provinciale Luxembourg – 72 CLB chia thành 6 bảng; 4 bảng 14 đội và 2 bảng 13 đội Troisième Provinciale Provinciale Namur – 48 CLB chia thành 3 bảng 16 đội Derde Provinciale Oost-Vlaanderen – 80 CLB chia thành 5 bảng 16 đội Derde Provinciale West-Vlaanderen – 48 CLB chia thành 3 bảng 16 đội | (Tất cả các hạng đấu chạy song song) Giải bóng đá khu vực quốc gia Bỉ, Cấp độ 3 Derde Provinciale Antwerpen – 48 CLB chia thành 3 bảng 16 đội Derde Provinciale Brabant (Flemish) – 32 CLB chia thành 2 bảng 16 đội Troisième Provinciale Provinciale Brabant (Francophone) – 32 CLB chia thành 2 bảng 16 đội Troisième Provinciale Provinciale Hainaut – 64 CLB chia thành 4 bảng 16 đội Troisième Provinciale Provinciale Liège – 64 CLB chia thành 4 bảng 16 đội Derde Provinciale Limburg – 48 CLB chia thành 3 bảng 16 đội Troisième Provinciale Provinciale Luxembourg – 72 CLB chia thành 6 bảng; 4 bảng 14 đội và 2 bảng 13 đội Troisième Provinciale Provinciale Namur – 48 CLB chia thành 3 bảng 16 đội Derde Provinciale Oost-Vlaanderen – 80 CLB chia thành 5 bảng 16 đội Derde Provinciale West-Vlaanderen – 48 CLB chia thành 3 bảng 16 đội |
| 9      | (Tất cả các hạng đấu chạy song song) Giải bóng đá khu vực quốc gia Bỉ, Cấp độ 4 Vierde Provinciale Antwerpen – 82 CLB chia thành 5 bảng; 3 bảng 16 đội và 2 bảng 17 đội Vierde Provinciale Brabant (Flemish) – 96 CLB chia thành 6 bảng 16 đội Quatrième Provinciale Provinciale Brabant (Francophone) – 46 CLB chia thành 3 bảng; 2 bảng 15 đội và 1 bảng 16 đội Quatrième Provinciale Provinciale Hainaut – 115 CLB chia thành 8 bảng; 5 bảng 14 đội và 3 bảng 15 đội Quatrième Provinciale Provinciale Liège – 112 CLB chia thành 8 bảng; 3 bảng 13 đội, 2 bảng 14 đội và 3 bảng 15 đội Vierde Provinciale Limburg – 52 CLB chia thành 3 bảng; 2 bảng 17 đội và 1 bảng 1 bảng 18 đội Quatrième Provinciale Provinciale Namur – 78 CLB chia thành 6 bảng 13 đội Vierde Provinciale Oost-Vlaanderen – 72 CLB chia thành 5 bảng; 3 bảng 16 đội và 2 bảng 17 đội Vierde Provinciale West-Vlaanderen – 52 CLB chia thành 3 bảng; 1 bảng 16 đội và 2 bảng 18 đội | (Tất cả các hạng đấu chạy song song) Giải bóng đá khu vực quốc gia Bỉ, Cấp độ 4 Vierde Provinciale Antwerpen – 82 CLB chia thành 5 bảng; 3 bảng 16 đội và 2 bảng 17 đội Vierde Provinciale Brabant (Flemish) – 96 CLB chia thành 6 bảng 16 đội Quatrième Provinciale Provinciale Brabant (Francophone) – 46 CLB chia thành 3 bảng; 2 bảng 15 đội và 1 bảng 16 đội Quatrième Provinciale Provinciale Hainaut – 115 CLB chia thành 8 bảng; 5 bảng 14 đội và 3 bảng 15 đội Quatrième Provinciale Provinciale Liège – 112 CLB chia thành 8 bảng; 3 bảng 13 đội, 2 bảng 14 đội và 3 bảng 15 đội Vierde Provinciale Limburg – 52 CLB chia thành 3 bảng; 2 bảng 17 đội và 1 bảng 1 bảng 18 đội Quatrième Provinciale Provinciale Namur – 78 CLB chia thành 6 bảng 13 đội Vierde Provinciale Oost-Vlaanderen – 72 CLB chia thành 5 bảng; 3 bảng 16 đội và 2 bảng 17 đội Vierde Provinciale West-Vlaanderen – 52 CLB chia thành 3 bảng; 1 bảng 16 đội và 2 bảng 18 đội | (Tất cả các hạng đấu chạy song song) Giải bóng đá khu vực quốc gia Bỉ, Cấp độ 4 Vierde Provinciale Antwerpen – 82 CLB chia thành 5 bảng; 3 bảng 16 đội và 2 bảng 17 đội Vierde Provinciale Brabant (Flemish) – 96 CLB chia thành 6 bảng 16 đội Quatrième Provinciale Provinciale Brabant (Francophone) – 46 CLB chia thành 3 bảng; 2 bảng 15 đội và 1 bảng 16 đội Quatrième Provinciale Provinciale Hainaut – 115 CLB chia thành 8 bảng; 5 bảng 14 đội và 3 bảng 15 đội Quatrième Provinciale Provinciale Liège – 112 CLB chia thành 8 bảng; 3 bảng 13 đội, 2 bảng 14 đội và 3 bảng 15 đội Vierde Provinciale Limburg – 52 CLB chia thành 3 bảng; 2 bảng 17 đội và 1 bảng 1 bảng 18 đội Quatrième Provinciale Provinciale Namur – 78 CLB chia thành 6 bảng 13 đội Vierde Provinciale Oost-Vlaanderen – 72 CLB chia thành 5 bảng; 3 bảng 16 đội và 2 bảng 17 đội Vierde Provinciale West-Vlaanderen – 52 CLB chia thành 3 bảng; 1 bảng 16 đội và 2 bảng 18 đội | (Tất cả các hạng đấu chạy song song) Giải bóng đá khu vực quốc gia Bỉ, Cấp độ 4 Vierde Provinciale Antwerpen – 82 CLB chia thành 5 bảng; 3 bảng 16 đội và 2 bảng 17 đội Vierde Provinciale Brabant (Flemish) – 96 CLB chia thành 6 bảng 16 đội Quatrième Provinciale Provinciale Brabant (Francophone) – 46 CLB chia thành 3 bảng; 2 bảng 15 đội và 1 bảng 16 đội Quatrième Provinciale Provinciale Hainaut – 115 CLB chia thành 8 bảng; 5 bảng 14 đội và 3 bảng 15 đội Quatrième Provinciale Provinciale Liège – 112 CLB chia thành 8 bảng; 3 bảng 13 đội, 2 bảng 14 đội và 3 bảng 15 đội Vierde Provinciale Limburg – 52 CLB chia thành 3 bảng; 2 bảng 17 đội và 1 bảng 1 bảng 18 đội Quatrième Provinciale Provinciale Namur – 78 CLB chia thành 6 bảng 13 đội Vierde Provinciale Oost-Vlaanderen – 72 CLB chia thành 5 bảng; 3 bảng 16 đội và 2 bảng 17 đội Vierde Provinciale West-Vlaanderen – 52 CLB chia thành 3 bảng; 1 bảng 16 đội và 2 bảng 18 đội | (Tất cả các hạng đấu chạy song song) Giải bóng đá khu vực quốc gia Bỉ, Cấp độ 4 Vierde Provinciale Antwerpen – 82 CLB chia thành 5 bảng; 3 bảng 16 đội và 2 bảng 17 đội Vierde Provinciale Brabant (Flemish) – 96 CLB chia thành 6 bảng 16 đội Quatrième Provinciale Provinciale Brabant (Francophone) – 46 CLB chia thành 3 bảng; 2 bảng 15 đội và 1 bảng 16 đội Quatrième Provinciale Provinciale Hainaut – 115 CLB chia thành 8 bảng; 5 bảng 14 đội và 3 bảng 15 đội Quatrième Provinciale Provinciale Liège – 112 CLB chia thành 8 bảng; 3 bảng 13 đội, 2 bảng 14 đội và 3 bảng 15 đội Vierde Provinciale Limburg – 52 CLB chia thành 3 bảng; 2 bảng 17 đội và 1 bảng 1 bảng 18 đội Quatrième Provinciale Provinciale Namur – 78 CLB chia thành 6 bảng 13 đội Vierde Provinciale Oost-Vlaanderen – 72 CLB chia thành 5 bảng; 3 bảng 16 đội và 2 bảng 17 đội Vierde Provinciale West-Vlaanderen – 52 CLB chia thành 3 bảng; 1 bảng 16 đội và 2 bảng 18 đội | (Tất cả các hạng đấu chạy song song) Giải bóng đá khu vực quốc gia Bỉ, Cấp độ 4 Vierde Provinciale Antwerpen – 82 CLB chia thành 5 bảng; 3 bảng 16 đội và 2 bảng 17 đội Vierde Provinciale Brabant (Flemish) – 96 CLB chia thành 6 bảng 16 đội Quatrième Provinciale Provinciale Brabant (Francophone) – 46 CLB chia thành 3 bảng; 2 bảng 15 đội và 1 bảng 16 đội Quatrième Provinciale Provinciale Hainaut – 115 CLB chia thành 8 bảng; 5 bảng 14 đội và 3 bảng 15 đội Quatrième Provinciale Provinciale Liège – 112 CLB chia thành 8 bảng; 3 bảng 13 đội, 2 bảng 14 đội và 3 bảng 15 đội Vierde Provinciale Limburg – 52 CLB chia thành 3 bảng; 2 bảng 17 đội và 1 bảng 1 bảng 18 đội Quatrième Provinciale Provinciale Namur – 78 CLB chia thành 6 bảng 13 đội Vierde Provinciale Oost-Vlaanderen – 72 CLB chia thành 5 bảng; 3 bảng 16 đội và 2 bảng 17 đội Vierde Provinciale West-Vlaanderen – 52 CLB chia thành 3 bảng; 1 bảng 16 đội và 2 bảng 18 đội | (Tất cả các hạng đấu chạy song song) Giải bóng đá khu vực quốc gia Bỉ, Cấp độ 4 Vierde Provinciale Antwerpen – 82 CLB chia thành 5 bảng; 3 bảng 16 đội và 2 bảng 17 đội Vierde Provinciale Brabant (Flemish) – 96 CLB chia thành 6 bảng 16 đội Quatrième Provinciale Provinciale Brabant (Francophone) – 46 CLB chia thành 3 bảng; 2 bảng 15 đội và 1 bảng 16 đội Quatrième Provinciale Provinciale Hainaut – 115 CLB chia thành 8 bảng; 5 bảng 14 đội và 3 bảng 15 đội Quatrième Provinciale Provinciale Liège – 112 CLB chia thành 8 bảng; 3 bảng 13 đội, 2 bảng 14 đội và 3 bảng 15 đội Vierde Provinciale Limburg – 52 CLB chia thành 3 bảng; 2 bảng 17 đội và 1 bảng 1 bảng 18 đội Quatrième Provinciale Provinciale Namur – 78 CLB chia thành 6 bảng 13 đội Vierde Provinciale Oost-Vlaanderen – 72 CLB chia thành 5 bảng; 3 bảng 16 đội và 2 bảng 17 đội Vierde Provinciale West-Vlaanderen – 52 CLB chia thành 3 bảng; 1 bảng 16 đội và 2 bảng 18 đội | (Tất cả các hạng đấu chạy song song) Giải bóng đá khu vực quốc gia Bỉ, Cấp độ 4 Vierde Provinciale Antwerpen – 82 CLB chia thành 5 bảng; 3 bảng 16 đội và 2 bảng 17 đội Vierde Provinciale Brabant (Flemish) – 96 CLB chia thành 6 bảng 16 đội Quatrième Provinciale Provinciale Brabant (Francophone) – 46 CLB chia thành 3 bảng; 2 bảng 15 đội và 1 bảng 16 đội Quatrième Provinciale Provinciale Hainaut – 115 CLB chia thành 8 bảng; 5 bảng 14 đội và 3 bảng 15 đội Quatrième Provinciale Provinciale Liège – 112 CLB chia thành 8 bảng; 3 bảng 13 đội, 2 bảng 14 đội và 3 bảng 15 đội Vierde Provinciale Limburg – 52 CLB chia thành 3 bảng; 2 bảng 17 đội và 1 bảng 1 bảng 18 đội Quatrième Provinciale Provinciale Namur – 78 CLB chia thành 6 bảng 13 đội Vierde Provinciale Oost-Vlaanderen – 72 CLB chia thành 5 bảng; 3 bảng 16 đội và 2 bảng 17 đội Vierde Provinciale West-Vlaanderen – 52 CLB chia thành 3 bảng; 1 bảng 16 đội và 2 bảng 18 đội | (Tất cả các hạng đấu chạy song song) Giải bóng đá khu vực quốc gia Bỉ, Cấp độ 4 Vierde Provinciale Antwerpen – 82 CLB chia thành 5 bảng; 3 bảng 16 đội và 2 bảng 17 đội Vierde Provinciale Brabant (Flemish) – 96 CLB chia thành 6 bảng 16 đội Quatrième Provinciale Provinciale Brabant (Francophone) – 46 CLB chia thành 3 bảng; 2 bảng 15 đội và 1 bảng 16 đội Quatrième Provinciale Provinciale Hainaut – 115 CLB chia thành 8 bảng; 5 bảng 14 đội và 3 bảng 15 đội Quatrième Provinciale Provinciale Liège – 112 CLB chia thành 8 bảng; 3 bảng 13 đội, 2 bảng 14 đội và 3 bảng 15 đội Vierde Provinciale Limburg – 52 CLB chia thành 3 bảng; 2 bảng 17 đội và 1 bảng 1 bảng 18 đội Quatrième Provinciale Provinciale Namur – 78 CLB chia thành 6 bảng 13 đội Vierde Provinciale Oost-Vlaanderen – 72 CLB chia thành 5 bảng; 3 bảng 16 đội và 2 bảng 17 đội Vierde Provinciale West-Vlaanderen – 52 CLB chia thành 3 bảng; 1 bảng 16 đội và 2 bảng 18 đội | (Tất cả các hạng đấu chạy song song) Giải bóng đá khu vực quốc gia Bỉ, Cấp độ 4 Vierde Provinciale Antwerpen – 82 CLB chia thành 5 bảng; 3 bảng 16 đội và 2 bảng 17 đội Vierde Provinciale Brabant (Flemish) – 96 CLB chia thành 6 bảng 16 đội Quatrième Provinciale Provinciale Brabant (Francophone) – 46 CLB chia thành 3 bảng; 2 bảng 15 đội và 1 bảng 16 đội Quatrième Provinciale Provinciale Hainaut – 115 CLB chia thành 8 bảng; 5 bảng 14 đội và 3 bảng 15 đội Quatrième Provinciale Provinciale Liège – 112 CLB chia thành 8 bảng; 3 bảng 13 đội, 2 bảng 14 đội và 3 bảng 15 đội Vierde Provinciale Limburg – 52 CLB chia thành 3 bảng; 2 bảng 17 đội và 1 bảng 1 bảng 18 đội Quatrième Provinciale Provinciale Namur – 78 CLB chia thành 6 bảng 13 đội Vierde Provinciale Oost-Vlaanderen – 72 CLB chia thành 5 bảng; 3 bảng 16 đội và 2 bảng 17 đội Vierde Provinciale West-Vlaanderen – 52 CLB chia thành 3 bảng; 1 bảng 16 đội và 2 bảng 18 đội | (Tất cả các hạng đấu chạy song song) Giải bóng đá khu vực quốc gia Bỉ, Cấp độ 4 Vierde Provinciale Antwerpen – 82 CLB chia thành 5 bảng; 3 bảng 16 đội và 2 bảng 17 đội Vierde Provinciale Brabant (Flemish) – 96 CLB chia thành 6 bảng 16 đội Quatrième Provinciale Provinciale Brabant (Francophone) – 46 CLB chia thành 3 bảng; 2 bảng 15 đội và 1 bảng 16 đội Quatrième Provinciale Provinciale Hainaut – 115 CLB chia thành 8 bảng; 5 bảng 14 đội và 3 bảng 15 đội Quatrième Provinciale Provinciale Liège – 112 CLB chia thành 8 bảng; 3 bảng 13 đội, 2 bảng 14 đội và 3 bảng 15 đội Vierde Provinciale Limburg – 52 CLB chia thành 3 bảng; 2 bảng 17 đội và 1 bảng 1 bảng 18 đội Quatrième Provinciale Provinciale Namur – 78 CLB chia thành 6 bảng 13 đội Vierde Provinciale Oost-Vlaanderen – 72 CLB chia thành 5 bảng; 3 bảng 16 đội và 2 bảng 17 đội Vierde Provinciale West-Vlaanderen – 52 CLB chia thành 3 bảng; 1 bảng 16 đội và 2 bảng 18 đội | (Tất cả các hạng đấu chạy song song) Giải bóng đá khu vực quốc gia Bỉ, Cấp độ 4 Vierde Provinciale Antwerpen – 82 CLB chia thành 5 bảng; 3 bảng 16 đội và 2 bảng 17 đội Vierde Provinciale Brabant (Flemish) – 96 CLB chia thành 6 bảng 16 đội Quatrième Provinciale Provinciale Brabant (Francophone) – 46 CLB chia thành 3 bảng; 2 bảng 15 đội và 1 bảng 16 đội Quatrième Provinciale Provinciale Hainaut – 115 CLB chia thành 8 bảng; 5 bảng 14 đội và 3 bảng 15 đội Quatrième Provinciale Provinciale Liège – 112 CLB chia thành 8 bảng; 3 bảng 13 đội, 2 bảng 14 đội và 3 bảng 15 đội Vierde Provinciale Limburg – 52 CLB chia thành 3 bảng; 2 bảng 17 đội và 1 bảng 1 bảng 18 đội Quatrième Provinciale Provinciale Namur – 78 CLB chia thành 6 bảng 13 đội Vierde Provinciale Oost-Vlaanderen – 72 CLB chia thành 5 bảng; 3 bảng 16 đội và 2 bảng 17 đội Vierde Provinciale West-Vlaanderen – 52 CLB chia thành 3 bảng; 1 bảng 16 đội và 2 bảng 18 đội |

### Hệ thống giải trước năm 2016
Cho đến cuối mùa giải 2015-16, hệ thống giải như bên dưới. Đối với mỗi hạng đấu, tên chính thức, tên tài trợ (thường khác hoàn toàn với tên chính thức của nó) và số lượng câu lạc bộ được đưa ra. (Các) đội chiến thắng của mỗi hạng đấu được thăng hạng lên (các) hạng đấu trực tiếp phía trên và xuống hạng ở (các) hạng đấu nằm ngay bên dưới.
| Cấp độ' | Giải đấu/Hạng đấu | Giải đấu/Hạng đấu | Giải đấu/Hạng đấu | Giải đấu/Hạng đấu | Giải đấu/Hạng đấu | Giải đấu/Hạng đấu | Giải đấu/Hạng đấu | Giải đấu/Hạng đấu | Giải đấu/Hạng đấu | Giải đấu/Hạng đấu | Giải đấu/Hạng đấu | Giải đấu/Hạng đấu |
| 1       | Giải bóng đá vô địch quốc gia Bỉ (Jupiler Pro League) 16 CLB | Giải bóng đá vô địch quốc gia Bỉ (Jupiler Pro League) 16 CLB | Giải bóng đá vô địch quốc gia Bỉ (Jupiler Pro League) 16 CLB | Giải bóng đá vô địch quốc gia Bỉ (Jupiler Pro League) 16 CLB | Giải bóng đá vô địch quốc gia Bỉ (Jupiler Pro League) 16 CLB | Giải bóng đá vô địch quốc gia Bỉ (Jupiler Pro League) 16 CLB | Giải bóng đá vô địch quốc gia Bỉ (Jupiler Pro League) 16 CLB | Giải bóng đá vô địch quốc gia Bỉ (Jupiler Pro League) 16 CLB | Giải bóng đá vô địch quốc gia Bỉ (Jupiler Pro League) 16 CLB | Giải bóng đá vô địch quốc gia Bỉ (Jupiler Pro League) 16 CLB | Giải bóng đá vô địch quốc gia Bỉ (Jupiler Pro League) 16 CLB | Giải bóng đá vô địch quốc gia Bỉ (Jupiler Pro League) 16 CLB |
| 2       | Giải bóng đá hạng nhất quốc gia Bỉ (Belgacom League) 18 CLB | Giải bóng đá hạng nhất quốc gia Bỉ (Belgacom League) 18 CLB | Giải bóng đá hạng nhất quốc gia Bỉ (Belgacom League) 18 CLB | Giải bóng đá hạng nhất quốc gia Bỉ (Belgacom League) 18 CLB | Giải bóng đá hạng nhất quốc gia Bỉ (Belgacom League) 18 CLB | Giải bóng đá hạng nhất quốc gia Bỉ (Belgacom League) 18 CLB | Giải bóng đá hạng nhất quốc gia Bỉ (Belgacom League) 18 CLB | Giải bóng đá hạng nhất quốc gia Bỉ (Belgacom League) 18 CLB | Giải bóng đá hạng nhất quốc gia Bỉ (Belgacom League) 18 CLB | Giải bóng đá hạng nhất quốc gia Bỉ (Belgacom League) 18 CLB | Giải bóng đá hạng nhất quốc gia Bỉ (Belgacom League) 18 CLB | Giải bóng đá hạng nhất quốc gia Bỉ (Belgacom League) 18 CLB |
| 3       | Giải bóng đá hạng nhì quốc gia Bỉ (Nationwide league) 36 CLB chia thành 2 bảng 18 đội | Giải bóng đá hạng nhì quốc gia Bỉ (Nationwide league) 36 CLB chia thành 2 bảng 18 đội | Giải bóng đá hạng nhì quốc gia Bỉ (Nationwide league) 36 CLB chia thành 2 bảng 18 đội | Giải bóng đá hạng nhì quốc gia Bỉ (Nationwide league) 36 CLB chia thành 2 bảng 18 đội | Giải bóng đá hạng nhì quốc gia Bỉ (Nationwide league) 36 CLB chia thành 2 bảng 18 đội | Giải bóng đá hạng nhì quốc gia Bỉ (Nationwide league) 36 CLB chia thành 2 bảng 18 đội | Giải bóng đá hạng nhì quốc gia Bỉ (Nationwide league) 36 CLB chia thành 2 bảng 18 đội | Giải bóng đá hạng nhì quốc gia Bỉ (Nationwide league) 36 CLB chia thành 2 bảng 18 đội | Giải bóng đá hạng nhì quốc gia Bỉ (Nationwide league) 36 CLB chia thành 2 bảng 18 đội | Giải bóng đá hạng nhì quốc gia Bỉ (Nationwide league) 36 CLB chia thành 2 bảng 18 đội | Giải bóng đá hạng nhì quốc gia Bỉ (Nationwide league) 36 CLB chia thành 2 bảng 18 đội | Giải bóng đá hạng nhì quốc gia Bỉ (Nationwide league) 36 CLB chia thành 2 bảng 18 đội |
| 4       | Giải bóng đá hạng ba quốc gia Bỉ (Nationwide league) 64 CLB chia thành 4 bảng 16 đội | Giải bóng đá hạng ba quốc gia Bỉ (Nationwide league) 64 CLB chia thành 4 bảng 16 đội | Giải bóng đá hạng ba quốc gia Bỉ (Nationwide league) 64 CLB chia thành 4 bảng 16 đội | Giải bóng đá hạng ba quốc gia Bỉ (Nationwide league) 64 CLB chia thành 4 bảng 16 đội | Giải bóng đá hạng ba quốc gia Bỉ (Nationwide league) 64 CLB chia thành 4 bảng 16 đội | Giải bóng đá hạng ba quốc gia Bỉ (Nationwide league) 64 CLB chia thành 4 bảng 16 đội | Giải bóng đá hạng ba quốc gia Bỉ (Nationwide league) 64 CLB chia thành 4 bảng 16 đội | Giải bóng đá hạng ba quốc gia Bỉ (Nationwide league) 64 CLB chia thành 4 bảng 16 đội | Giải bóng đá hạng ba quốc gia Bỉ (Nationwide league) 64 CLB chia thành 4 bảng 16 đội | Giải bóng đá hạng ba quốc gia Bỉ (Nationwide league) 64 CLB chia thành 4 bảng 16 đội | Giải bóng đá hạng ba quốc gia Bỉ (Nationwide league) 64 CLB chia thành 4 bảng 16 đội | Giải bóng đá hạng ba quốc gia Bỉ (Nationwide league) 64 CLB chia thành 4 bảng 16 đội |
| 5       | West Flanders 1 Provinciaal 16 CLB East Flanders 1 Provinciaal 16 CLB Antwerp Eerste Provinciale 16 CLB Limburg Eerste Provinciale 16 CLB Brabant Eerste Provinciale 16 CLB Hainaut 1 Provinciale 16 CLB Namur 1 Provinciale 16 CLB Luxembourg 1 Provinciale 16 CLB Liège I Provinciale 16 CLB (Tất cả các hạng đấu chạy song song) | West Flanders 1 Provinciaal 16 CLB East Flanders 1 Provinciaal 16 CLB Antwerp Eerste Provinciale 16 CLB Limburg Eerste Provinciale 16 CLB Brabant Eerste Provinciale 16 CLB Hainaut 1 Provinciale 16 CLB Namur 1 Provinciale 16 CLB Luxembourg 1 Provinciale 16 CLB Liège I Provinciale 16 CLB (Tất cả các hạng đấu chạy song song) | West Flanders 1 Provinciaal 16 CLB East Flanders 1 Provinciaal 16 CLB Antwerp Eerste Provinciale 16 CLB Limburg Eerste Provinciale 16 CLB Brabant Eerste Provinciale 16 CLB Hainaut 1 Provinciale 16 CLB Namur 1 Provinciale 16 CLB Luxembourg 1 Provinciale 16 CLB Liège I Provinciale 16 CLB (Tất cả các hạng đấu chạy song song) | West Flanders 1 Provinciaal 16 CLB East Flanders 1 Provinciaal 16 CLB Antwerp Eerste Provinciale 16 CLB Limburg Eerste Provinciale 16 CLB Brabant Eerste Provinciale 16 CLB Hainaut 1 Provinciale 16 CLB Namur 1 Provinciale 16 CLB Luxembourg 1 Provinciale 16 CLB Liège I Provinciale 16 CLB (Tất cả các hạng đấu chạy song song) | West Flanders 1 Provinciaal 16 CLB East Flanders 1 Provinciaal 16 CLB Antwerp Eerste Provinciale 16 CLB Limburg Eerste Provinciale 16 CLB Brabant Eerste Provinciale 16 CLB Hainaut 1 Provinciale 16 CLB Namur 1 Provinciale 16 CLB Luxembourg 1 Provinciale 16 CLB Liège I Provinciale 16 CLB (Tất cả các hạng đấu chạy song song) | West Flanders 1 Provinciaal 16 CLB East Flanders 1 Provinciaal 16 CLB Antwerp Eerste Provinciale 16 CLB Limburg Eerste Provinciale 16 CLB Brabant Eerste Provinciale 16 CLB Hainaut 1 Provinciale 16 CLB Namur 1 Provinciale 16 CLB Luxembourg 1 Provinciale 16 CLB Liège I Provinciale 16 CLB (Tất cả các hạng đấu chạy song song) | West Flanders 1 Provinciaal 16 CLB East Flanders 1 Provinciaal 16 CLB Antwerp Eerste Provinciale 16 CLB Limburg Eerste Provinciale 16 CLB Brabant Eerste Provinciale 16 CLB Hainaut 1 Provinciale 16 CLB Namur 1 Provinciale 16 CLB Luxembourg 1 Provinciale 16 CLB Liège I Provinciale 16 CLB (Tất cả các hạng đấu chạy song song) | West Flanders 1 Provinciaal 16 CLB East Flanders 1 Provinciaal 16 CLB Antwerp Eerste Provinciale 16 CLB Limburg Eerste Provinciale 16 CLB Brabant Eerste Provinciale 16 CLB Hainaut 1 Provinciale 16 CLB Namur 1 Provinciale 16 CLB Luxembourg 1 Provinciale 16 CLB Liège I Provinciale 16 CLB (Tất cả các hạng đấu chạy song song) | West Flanders 1 Provinciaal 16 CLB East Flanders 1 Provinciaal 16 CLB Antwerp Eerste Provinciale 16 CLB Limburg Eerste Provinciale 16 CLB Brabant Eerste Provinciale 16 CLB Hainaut 1 Provinciale 16 CLB Namur 1 Provinciale 16 CLB Luxembourg 1 Provinciale 16 CLB Liège I Provinciale 16 CLB (Tất cả các hạng đấu chạy song song) | West Flanders 1 Provinciaal 16 CLB East Flanders 1 Provinciaal 16 CLB Antwerp Eerste Provinciale 16 CLB Limburg Eerste Provinciale 16 CLB Brabant Eerste Provinciale 16 CLB Hainaut 1 Provinciale 16 CLB Namur 1 Provinciale 16 CLB Luxembourg 1 Provinciale 16 CLB Liège I Provinciale 16 CLB (Tất cả các hạng đấu chạy song song) | West Flanders 1 Provinciaal 16 CLB East Flanders 1 Provinciaal 16 CLB Antwerp Eerste Provinciale 16 CLB Limburg Eerste Provinciale 16 CLB Brabant Eerste Provinciale 16 CLB Hainaut 1 Provinciale 16 CLB Namur 1 Provinciale 16 CLB Luxembourg 1 Provinciale 16 CLB Liège I Provinciale 16 CLB (Tất cả các hạng đấu chạy song song) | West Flanders 1 Provinciaal 16 CLB East Flanders 1 Provinciaal 16 CLB Antwerp Eerste Provinciale 16 CLB Limburg Eerste Provinciale 16 CLB Brabant Eerste Provinciale 16 CLB Hainaut 1 Provinciale 16 CLB Namur 1 Provinciale 16 CLB Luxembourg 1 Provinciale 16 CLB Liège I Provinciale 16 CLB (Tất cả các hạng đấu chạy song song) |
| 6       | West Flanders 2 Provinciaal (2 hạng đấu song song) East Flanders 2 Provinciaal (2 hạng đấu song song) Antwerp Tweede Provinciale (2 hạng đấu song song) Limburg Tweede Provinciale (3 hạng đấu song song) Brabant Tweede Provinciale (3 hạng đấu song song) Hainaut 2 Provinciale (3 hạng đấu song song) Namur 2 Provinciale (2 hạng đấu song song) Luxembourg 2 Provinciale (3 hạng đấu song song) Liège II Provinciale (3 hạng đấu song song)                      | West Flanders 2 Provinciaal (2 hạng đấu song song) East Flanders 2 Provinciaal (2 hạng đấu song song) Antwerp Tweede Provinciale (2 hạng đấu song song) Limburg Tweede Provinciale (3 hạng đấu song song) Brabant Tweede Provinciale (3 hạng đấu song song) Hainaut 2 Provinciale (3 hạng đấu song song) Namur 2 Provinciale (2 hạng đấu song song) Luxembourg 2 Provinciale (3 hạng đấu song song) Liège II Provinciale (3 hạng đấu song song)                      | West Flanders 2 Provinciaal (2 hạng đấu song song) East Flanders 2 Provinciaal (2 hạng đấu song song) Antwerp Tweede Provinciale (2 hạng đấu song song) Limburg Tweede Provinciale (3 hạng đấu song song) Brabant Tweede Provinciale (3 hạng đấu song song) Hainaut 2 Provinciale (3 hạng đấu song song) Namur 2 Provinciale (2 hạng đấu song song) Luxembourg 2 Provinciale (3 hạng đấu song song) Liège II Provinciale (3 hạng đấu song song)                      | West Flanders 2 Provinciaal (2 hạng đấu song song) East Flanders 2 Provinciaal (2 hạng đấu song song) Antwerp Tweede Provinciale (2 hạng đấu song song) Limburg Tweede Provinciale (3 hạng đấu song song) Brabant Tweede Provinciale (3 hạng đấu song song) Hainaut 2 Provinciale (3 hạng đấu song song) Namur 2 Provinciale (2 hạng đấu song song) Luxembourg 2 Provinciale (3 hạng đấu song song) Liège II Provinciale (3 hạng đấu song song)                      | West Flanders 2 Provinciaal (2 hạng đấu song song) East Flanders 2 Provinciaal (2 hạng đấu song song) Antwerp Tweede Provinciale (2 hạng đấu song song) Limburg Tweede Provinciale (3 hạng đấu song song) Brabant Tweede Provinciale (3 hạng đấu song song) Hainaut 2 Provinciale (3 hạng đấu song song) Namur 2 Provinciale (2 hạng đấu song song) Luxembourg 2 Provinciale (3 hạng đấu song song) Liège II Provinciale (3 hạng đấu song song)                      | West Flanders 2 Provinciaal (2 hạng đấu song song) East Flanders 2 Provinciaal (2 hạng đấu song song) Antwerp Tweede Provinciale (2 hạng đấu song song) Limburg Tweede Provinciale (3 hạng đấu song song) Brabant Tweede Provinciale (3 hạng đấu song song) Hainaut 2 Provinciale (3 hạng đấu song song) Namur 2 Provinciale (2 hạng đấu song song) Luxembourg 2 Provinciale (3 hạng đấu song song) Liège II Provinciale (3 hạng đấu song song)                      | West Flanders 2 Provinciaal (2 hạng đấu song song) East Flanders 2 Provinciaal (2 hạng đấu song song) Antwerp Tweede Provinciale (2 hạng đấu song song) Limburg Tweede Provinciale (3 hạng đấu song song) Brabant Tweede Provinciale (3 hạng đấu song song) Hainaut 2 Provinciale (3 hạng đấu song song) Namur 2 Provinciale (2 hạng đấu song song) Luxembourg 2 Provinciale (3 hạng đấu song song) Liège II Provinciale (3 hạng đấu song song)                      | West Flanders 2 Provinciaal (2 hạng đấu song song) East Flanders 2 Provinciaal (2 hạng đấu song song) Antwerp Tweede Provinciale (2 hạng đấu song song) Limburg Tweede Provinciale (3 hạng đấu song song) Brabant Tweede Provinciale (3 hạng đấu song song) Hainaut 2 Provinciale (3 hạng đấu song song) Namur 2 Provinciale (2 hạng đấu song song) Luxembourg 2 Provinciale (3 hạng đấu song song) Liège II Provinciale (3 hạng đấu song song)                      | West Flanders 2 Provinciaal (2 hạng đấu song song) East Flanders 2 Provinciaal (2 hạng đấu song song) Antwerp Tweede Provinciale (2 hạng đấu song song) Limburg Tweede Provinciale (3 hạng đấu song song) Brabant Tweede Provinciale (3 hạng đấu song song) Hainaut 2 Provinciale (3 hạng đấu song song) Namur 2 Provinciale (2 hạng đấu song song) Luxembourg 2 Provinciale (3 hạng đấu song song) Liège II Provinciale (3 hạng đấu song song)                      | West Flanders 2 Provinciaal (2 hạng đấu song song) East Flanders 2 Provinciaal (2 hạng đấu song song) Antwerp Tweede Provinciale (2 hạng đấu song song) Limburg Tweede Provinciale (3 hạng đấu song song) Brabant Tweede Provinciale (3 hạng đấu song song) Hainaut 2 Provinciale (3 hạng đấu song song) Namur 2 Provinciale (2 hạng đấu song song) Luxembourg 2 Provinciale (3 hạng đấu song song) Liège II Provinciale (3 hạng đấu song song)                      | West Flanders 2 Provinciaal (2 hạng đấu song song) East Flanders 2 Provinciaal (2 hạng đấu song song) Antwerp Tweede Provinciale (2 hạng đấu song song) Limburg Tweede Provinciale (3 hạng đấu song song) Brabant Tweede Provinciale (3 hạng đấu song song) Hainaut 2 Provinciale (3 hạng đấu song song) Namur 2 Provinciale (2 hạng đấu song song) Luxembourg 2 Provinciale (3 hạng đấu song song) Liège II Provinciale (3 hạng đấu song song)                      | West Flanders 2 Provinciaal (2 hạng đấu song song) East Flanders 2 Provinciaal (2 hạng đấu song song) Antwerp Tweede Provinciale (2 hạng đấu song song) Limburg Tweede Provinciale (3 hạng đấu song song) Brabant Tweede Provinciale (3 hạng đấu song song) Hainaut 2 Provinciale (3 hạng đấu song song) Namur 2 Provinciale (2 hạng đấu song song) Luxembourg 2 Provinciale (3 hạng đấu song song) Liège II Provinciale (3 hạng đấu song song)                      |
| 7       | West Flanders 3 Provinciaal (3 hạng đấu song song) East Flanders 3 Provinciaal (5 hạng đấu song song) Antwerp Derde Provinciale (3 hạng đấu song song) Limburg Derde Provinciale (3 hạng đấu song song) Brabant Derde Provinciale (6 hạng đấu song song) Hainaut 3 Provinciale (5 hạng đấu song song) Namur 3 Provinciale (3 hạng đấu song song) Luxembourg 3 Provinciale (5 hạng đấu song song) (Lowest in Luxembourg) Liège III Provinciale (5 hạng đấu song song) | West Flanders 3 Provinciaal (3 hạng đấu song song) East Flanders 3 Provinciaal (5 hạng đấu song song) Antwerp Derde Provinciale (3 hạng đấu song song) Limburg Derde Provinciale (3 hạng đấu song song) Brabant Derde Provinciale (6 hạng đấu song song) Hainaut 3 Provinciale (5 hạng đấu song song) Namur 3 Provinciale (3 hạng đấu song song) Luxembourg 3 Provinciale (5 hạng đấu song song) (Lowest in Luxembourg) Liège III Provinciale (5 hạng đấu song song) | West Flanders 3 Provinciaal (3 hạng đấu song song) East Flanders 3 Provinciaal (5 hạng đấu song song) Antwerp Derde Provinciale (3 hạng đấu song song) Limburg Derde Provinciale (3 hạng đấu song song) Brabant Derde Provinciale (6 hạng đấu song song) Hainaut 3 Provinciale (5 hạng đấu song song) Namur 3 Provinciale (3 hạng đấu song song) Luxembourg 3 Provinciale (5 hạng đấu song song) (Lowest in Luxembourg) Liège III Provinciale (5 hạng đấu song song) | West Flanders 3 Provinciaal (3 hạng đấu song song) East Flanders 3 Provinciaal (5 hạng đấu song song) Antwerp Derde Provinciale (3 hạng đấu song song) Limburg Derde Provinciale (3 hạng đấu song song) Brabant Derde Provinciale (6 hạng đấu song song) Hainaut 3 Provinciale (5 hạng đấu song song) Namur 3 Provinciale (3 hạng đấu song song) Luxembourg 3 Provinciale (5 hạng đấu song song) (Lowest in Luxembourg) Liège III Provinciale (5 hạng đấu song song) | West Flanders 3 Provinciaal (3 hạng đấu song song) East Flanders 3 Provinciaal (5 hạng đấu song song) Antwerp Derde Provinciale (3 hạng đấu song song) Limburg Derde Provinciale (3 hạng đấu song song) Brabant Derde Provinciale (6 hạng đấu song song) Hainaut 3 Provinciale (5 hạng đấu song song) Namur 3 Provinciale (3 hạng đấu song song) Luxembourg 3 Provinciale (5 hạng đấu song song) (Lowest in Luxembourg) Liège III Provinciale (5 hạng đấu song song) | West Flanders 3 Provinciaal (3 hạng đấu song song) East Flanders 3 Provinciaal (5 hạng đấu song song) Antwerp Derde Provinciale (3 hạng đấu song song) Limburg Derde Provinciale (3 hạng đấu song song) Brabant Derde Provinciale (6 hạng đấu song song) Hainaut 3 Provinciale (5 hạng đấu song song) Namur 3 Provinciale (3 hạng đấu song song) Luxembourg 3 Provinciale (5 hạng đấu song song) (Lowest in Luxembourg) Liège III Provinciale (5 hạng đấu song song) | West Flanders 3 Provinciaal (3 hạng đấu song song) East Flanders 3 Provinciaal (5 hạng đấu song song) Antwerp Derde Provinciale (3 hạng đấu song song) Limburg Derde Provinciale (3 hạng đấu song song) Brabant Derde Provinciale (6 hạng đấu song song) Hainaut 3 Provinciale (5 hạng đấu song song) Namur 3 Provinciale (3 hạng đấu song song) Luxembourg 3 Provinciale (5 hạng đấu song song) (Lowest in Luxembourg) Liège III Provinciale (5 hạng đấu song song) | West Flanders 3 Provinciaal (3 hạng đấu song song) East Flanders 3 Provinciaal (5 hạng đấu song song) Antwerp Derde Provinciale (3 hạng đấu song song) Limburg Derde Provinciale (3 hạng đấu song song) Brabant Derde Provinciale (6 hạng đấu song song) Hainaut 3 Provinciale (5 hạng đấu song song) Namur 3 Provinciale (3 hạng đấu song song) Luxembourg 3 Provinciale (5 hạng đấu song song) (Lowest in Luxembourg) Liège III Provinciale (5 hạng đấu song song) | West Flanders 3 Provinciaal (3 hạng đấu song song) East Flanders 3 Provinciaal (5 hạng đấu song song) Antwerp Derde Provinciale (3 hạng đấu song song) Limburg Derde Provinciale (3 hạng đấu song song) Brabant Derde Provinciale (6 hạng đấu song song) Hainaut 3 Provinciale (5 hạng đấu song song) Namur 3 Provinciale (3 hạng đấu song song) Luxembourg 3 Provinciale (5 hạng đấu song song) (Lowest in Luxembourg) Liège III Provinciale (5 hạng đấu song song) | West Flanders 3 Provinciaal (3 hạng đấu song song) East Flanders 3 Provinciaal (5 hạng đấu song song) Antwerp Derde Provinciale (3 hạng đấu song song) Limburg Derde Provinciale (3 hạng đấu song song) Brabant Derde Provinciale (6 hạng đấu song song) Hainaut 3 Provinciale (5 hạng đấu song song) Namur 3 Provinciale (3 hạng đấu song song) Luxembourg 3 Provinciale (5 hạng đấu song song) (Lowest in Luxembourg) Liège III Provinciale (5 hạng đấu song song) | West Flanders 3 Provinciaal (3 hạng đấu song song) East Flanders 3 Provinciaal (5 hạng đấu song song) Antwerp Derde Provinciale (3 hạng đấu song song) Limburg Derde Provinciale (3 hạng đấu song song) Brabant Derde Provinciale (6 hạng đấu song song) Hainaut 3 Provinciale (5 hạng đấu song song) Namur 3 Provinciale (3 hạng đấu song song) Luxembourg 3 Provinciale (5 hạng đấu song song) (Lowest in Luxembourg) Liège III Provinciale (5 hạng đấu song song) | West Flanders 3 Provinciaal (3 hạng đấu song song) East Flanders 3 Provinciaal (5 hạng đấu song song) Antwerp Derde Provinciale (3 hạng đấu song song) Limburg Derde Provinciale (3 hạng đấu song song) Brabant Derde Provinciale (6 hạng đấu song song) Hainaut 3 Provinciale (5 hạng đấu song song) Namur 3 Provinciale (3 hạng đấu song song) Luxembourg 3 Provinciale (5 hạng đấu song song) (Lowest in Luxembourg) Liège III Provinciale (5 hạng đấu song song) |
| 8       | West Flanders 4 Provinciaal (3 hạng đấu song song) East Flanders 4 Provinciaal (5 hạng đấu song song) Antwerp Vierde Provinciale (5 hạng đấu song song) Limburg Vierde Provinciale (4 hạng đấu song song) Brabant Vierde Provinciale (9 hạng đấu song song) Hainaut 4 Provinciale (8 hạng đấu song song) Namur 4 Provinciale (4 hạng đấu song song) Liège IV Provinciale (6 hạng đấu song song)                                                                      | West Flanders 4 Provinciaal (3 hạng đấu song song) East Flanders 4 Provinciaal (5 hạng đấu song song) Antwerp Vierde Provinciale (5 hạng đấu song song) Limburg Vierde Provinciale (4 hạng đấu song song) Brabant Vierde Provinciale (9 hạng đấu song song) Hainaut 4 Provinciale (8 hạng đấu song song) Namur 4 Provinciale (4 hạng đấu song song) Liège IV Provinciale (6 hạng đấu song song)                                                                      | West Flanders 4 Provinciaal (3 hạng đấu song song) East Flanders 4 Provinciaal (5 hạng đấu song song) Antwerp Vierde Provinciale (5 hạng đấu song song) Limburg Vierde Provinciale (4 hạng đấu song song) Brabant Vierde Provinciale (9 hạng đấu song song) Hainaut 4 Provinciale (8 hạng đấu song song) Namur 4 Provinciale (4 hạng đấu song song) Liège IV Provinciale (6 hạng đấu song song)                                                                      | West Flanders 4 Provinciaal (3 hạng đấu song song) East Flanders 4 Provinciaal (5 hạng đấu song song) Antwerp Vierde Provinciale (5 hạng đấu song song) Limburg Vierde Provinciale (4 hạng đấu song song) Brabant Vierde Provinciale (9 hạng đấu song song) Hainaut 4 Provinciale (8 hạng đấu song song) Namur 4 Provinciale (4 hạng đấu song song) Liège IV Provinciale (6 hạng đấu song song)                                                                      | West Flanders 4 Provinciaal (3 hạng đấu song song) East Flanders 4 Provinciaal (5 hạng đấu song song) Antwerp Vierde Provinciale (5 hạng đấu song song) Limburg Vierde Provinciale (4 hạng đấu song song) Brabant Vierde Provinciale (9 hạng đấu song song) Hainaut 4 Provinciale (8 hạng đấu song song) Namur 4 Provinciale (4 hạng đấu song song) Liège IV Provinciale (6 hạng đấu song song)                                                                      | West Flanders 4 Provinciaal (3 hạng đấu song song) East Flanders 4 Provinciaal (5 hạng đấu song song) Antwerp Vierde Provinciale (5 hạng đấu song song) Limburg Vierde Provinciale (4 hạng đấu song song) Brabant Vierde Provinciale (9 hạng đấu song song) Hainaut 4 Provinciale (8 hạng đấu song song) Namur 4 Provinciale (4 hạng đấu song song) Liège IV Provinciale (6 hạng đấu song song)                                                                      | West Flanders 4 Provinciaal (3 hạng đấu song song) East Flanders 4 Provinciaal (5 hạng đấu song song) Antwerp Vierde Provinciale (5 hạng đấu song song) Limburg Vierde Provinciale (4 hạng đấu song song) Brabant Vierde Provinciale (9 hạng đấu song song) Hainaut 4 Provinciale (8 hạng đấu song song) Namur 4 Provinciale (4 hạng đấu song song) Liège IV Provinciale (6 hạng đấu song song)                                                                      | West Flanders 4 Provinciaal (3 hạng đấu song song) East Flanders 4 Provinciaal (5 hạng đấu song song) Antwerp Vierde Provinciale (5 hạng đấu song song) Limburg Vierde Provinciale (4 hạng đấu song song) Brabant Vierde Provinciale (9 hạng đấu song song) Hainaut 4 Provinciale (8 hạng đấu song song) Namur 4 Provinciale (4 hạng đấu song song) Liège IV Provinciale (6 hạng đấu song song)                                                                      | West Flanders 4 Provinciaal (3 hạng đấu song song) East Flanders 4 Provinciaal (5 hạng đấu song song) Antwerp Vierde Provinciale (5 hạng đấu song song) Limburg Vierde Provinciale (4 hạng đấu song song) Brabant Vierde Provinciale (9 hạng đấu song song) Hainaut 4 Provinciale (8 hạng đấu song song) Namur 4 Provinciale (4 hạng đấu song song) Liège IV Provinciale (6 hạng đấu song song)                                                                      | West Flanders 4 Provinciaal (3 hạng đấu song song) East Flanders 4 Provinciaal (5 hạng đấu song song) Antwerp Vierde Provinciale (5 hạng đấu song song) Limburg Vierde Provinciale (4 hạng đấu song song) Brabant Vierde Provinciale (9 hạng đấu song song) Hainaut 4 Provinciale (8 hạng đấu song song) Namur 4 Provinciale (4 hạng đấu song song) Liège IV Provinciale (6 hạng đấu song song)                                                                      | West Flanders 4 Provinciaal (3 hạng đấu song song) East Flanders 4 Provinciaal (5 hạng đấu song song) Antwerp Vierde Provinciale (5 hạng đấu song song) Limburg Vierde Provinciale (4 hạng đấu song song) Brabant Vierde Provinciale (9 hạng đấu song song) Hainaut 4 Provinciale (8 hạng đấu song song) Namur 4 Provinciale (4 hạng đấu song song) Liège IV Provinciale (6 hạng đấu song song)                                                                      | West Flanders 4 Provinciaal (3 hạng đấu song song) East Flanders 4 Provinciaal (5 hạng đấu song song) Antwerp Vierde Provinciale (5 hạng đấu song song) Limburg Vierde Provinciale (4 hạng đấu song song) Brabant Vierde Provinciale (9 hạng đấu song song) Hainaut 4 Provinciale (8 hạng đấu song song) Namur 4 Provinciale (4 hạng đấu song song) Liège IV Provinciale (6 hạng đấu song song)                                                                      |

## Hệ thống giải nữ
Từ mùa giải 2012-13 đến 2014-15, các đội hàng đầu đã chơi ở BeNe League, một giải đấu chung với các câu bộ đến từ Hà Lan. Super League được thành lập vào năm 2015.
| Cấp độ | Giải đấu/Hạng đấu                                                  | Giải đấu/Hạng đấu                                                  | Giải đấu/Hạng đấu                                                  | Giải đấu/Hạng đấu                                                  | Giải đấu/Hạng đấu                                                  | Giải đấu/Hạng đấu                                                  | Giải đấu/Hạng đấu                                                  | Giải đấu/Hạng đấu                                                  | Giải đấu/Hạng đấu                                                  | Giải đấu/Hạng đấu                                                  | Giải đấu/Hạng đấu                                                  | Giải đấu/Hạng đấu                                                  |
| 1      | Super League 8 CLB                                                 | Super League 8 CLB                                                 | Super League 8 CLB                                                 | Super League 8 CLB                                                 | Super League 8 CLB                                                 | Super League 8 CLB                                                 | Super League 8 CLB                                                 | Super League 8 CLB                                                 | Super League 8 CLB                                                 | Super League 8 CLB                                                 | Super League 8 CLB                                                 | Super League 8 CLB                                                 |
| 2      | First Division 14 CLB                                              | First Division 14 CLB                                              | First Division 14 CLB                                              | First Division 14 CLB                                              | First Division 14 CLB                                              | First Division 14 CLB                                              | First Division 14 CLB                                              | First Division 14 CLB                                              | First Division 14 CLB                                              | First Division 14 CLB                                              | First Division 14 CLB                                              | First Division 14 CLB                                              |
| 3      | Second Division (Nationwide league) 14 CLB                         | Second Division (Nationwide league) 14 CLB                         | Second Division (Nationwide league) 14 CLB                         | Second Division (Nationwide league) 14 CLB                         | Second Division (Nationwide league) 14 CLB                         | Second Division (Nationwide league) 14 CLB                         | Second Division (Nationwide league) 14 CLB                         | Second Division (Nationwide league) 14 CLB                         | Second Division (Nationwide league) 14 CLB                         | Second Division (Nationwide league) 14 CLB                         | Second Division (Nationwide league) 14 CLB                         | Second Division (Nationwide league) 14 CLB                         |
| 4      | Third division (Nationwide league) 28 CLB chia thành 2 bảng 14 đội | Third division (Nationwide league) 28 CLB chia thành 2 bảng 14 đội | Third division (Nationwide league) 28 CLB chia thành 2 bảng 14 đội | Third division (Nationwide league) 28 CLB chia thành 2 bảng 14 đội | Third division (Nationwide league) 28 CLB chia thành 2 bảng 14 đội | Third division (Nationwide league) 28 CLB chia thành 2 bảng 14 đội | Third division (Nationwide league) 28 CLB chia thành 2 bảng 14 đội | Third division (Nationwide league) 28 CLB chia thành 2 bảng 14 đội | Third division (Nationwide league) 28 CLB chia thành 2 bảng 14 đội | Third division (Nationwide league) 28 CLB chia thành 2 bảng 14 đội | Third division (Nationwide league) 28 CLB chia thành 2 bảng 14 đội | Third division (Nationwide league) 28 CLB chia thành 2 bảng 14 đội |
| 5+     | Provinciaal leagues                                                | Provinciaal leagues                                                | Provinciaal leagues                                                | Provinciaal leagues                                                | Provinciaal leagues                                                | Provinciaal leagues                                                | Provinciaal leagues                                                | Provinciaal leagues                                                | Provinciaal leagues                                                | Provinciaal leagues                                                | Provinciaal leagues                                                | Provinciaal leagues                                                |